# نسر نحيل المنقار
نسر نحيل المنقار (الاسم العلمي: Gyps tenuirostris)(بالإنجليزية: Slender-billed vulture)‏، نوع من الطيور الكاسرة من العالم القديم المنتمية إلى فصيلة البازية. وهو نوع حديث الاستكشاف، صُنف في السابق ضمن النسر الهندي، تحت اسم «نسر طويل المنقار». أعطانه على طول مناطق التحتية للهيمالايا وفي جنوب شرق آسيا ويعشش في الأشجار.